# Hans Aichele
Hans Aichele (ur. 2 listopada 1911 w Baden, zm. we wrześniu 1946 tamże) – szwajcarski bobsleista, srebrny medalista igrzysk olimpijskich i brązowy medalista mistrzostw świata.

## Kariera
Największy sukces osiągnął w 1936 roku, kiedy reprezentacja Szwajcarii w składzie: Reto Capadrutt, Hans Aichele, Fritz Feierabend i Hans Bütikofer zdobyła srebrny medal w czwórkach podczas igrzysk olimpijskich w Garmisch-Partenkirchen. Był to jego jedyny start olimpijski. Ponadto na rozgrywanych rok później mistrzostwach świata w Cortina d’Ampezzo w parze z Reto Capadruttem zdobył brązowy medal w dwójkach.